# Tip Pon It
Tip Pon It è un singolo del cantante giamaicano Sean Paul, pubblicato il 20 aprile 2018 come quinto estratto dal settimo album in studio Mad Love: The Prequel.
Il singolo ha visto la collaborazione del gruppo musicale statunitense Major Lazer.